# 單色光

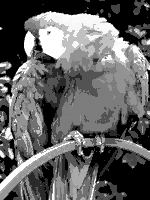
一張鸚鵡的相片是由有限灰度所組成的單色調色版。

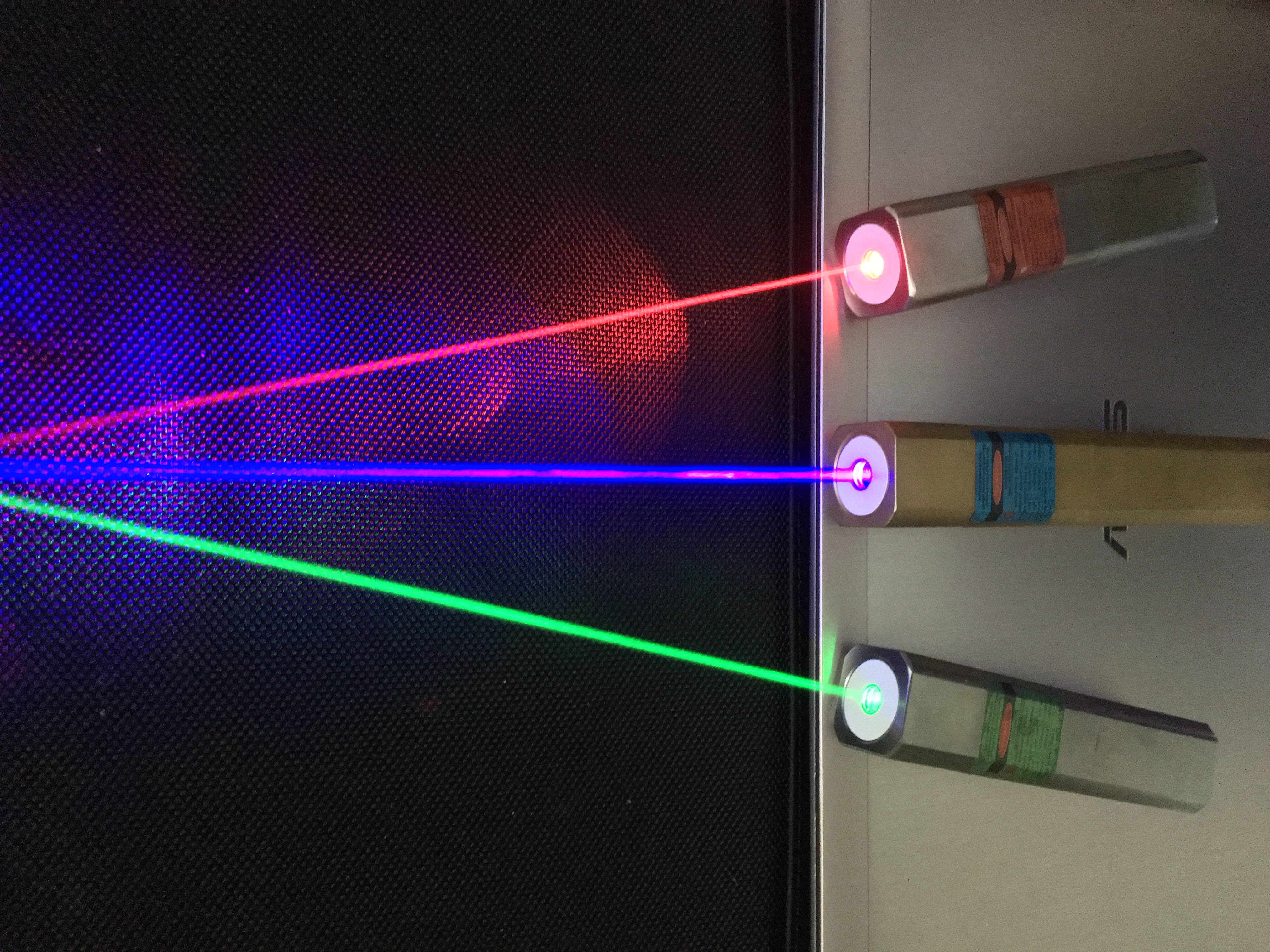
理論上為單色光的紅綠藍可見激光

在物理學裏，單色光（monochromatic light）一般是指波長為單一值的電磁輻射。嚴格地說，並沒有任何光源，能夠製造出純單色光。雖然有些先進的雷射，能夠製造出線寬極窄的雷射光。這些雷射光的波長，也有一定的線寬（稱為光譜線寬（spectral linewidth））。實際上，經過濾光器過濾的光波，經過繞射光柵分離的光波，與雷射的光波都慣常地被稱為單色光。假若，一個光源散發出來的光波的線寬，比另一個光源，更為狹窄，則稱此光源更具有「單色光性」。單色光器是一種儀器，可以用來選擇特定波長的單色光。

## 參閱
- 光色散